# Pepper Grinder
Pour les articles homonymes, voir Pepper.
Pepper Grinder est un jeu vidéo d'action et de plates-formes développé par le développeur indépendant Ahr Ech et édité par Devolver Digital, sorti le 28 mars 2024 sur PC (via Steam) et Nintendo Switch. Le jeu suit Pepper, une pirate passionnée de prospection, et Grinder, sa foreuse surpuissante,.

## Trame
Pepper Grinder met en vedette la protagoniste Pepper, une pirate pleine d'entrain et aventurière qui manie Grinder, son appareil de forage surpuissant,. Naufragée et privée de son trésor, Pepper doit utiliser sa fidèle arme de mêlée pour récupérer ce que des espiègles narvals lui ont volé. Armée de Grinder, Pepper est capable de naviguer dans les environnements complexes en creusant le terrain et l'eau, en contrôlant les machines pour résoudre des énigmes et en éliminant tous les ennemis qui se dressent entre elle et sa fortune manquante. Le voyage de Pepper pour récupérer son trésor est semé d'embûches, car des êtres mystérieux commencent à émerger de l'ombre pour l'affronter.

## Système de jeu
Pepper Grinder est un jeu d'action et de plates-formes en 2D, à défilement horizontal. Le gameplay consiste à utiliser la foreuse du personnage principal pour traverser les environnements destructibles (sable, argile), résoudre des énigmes et vaincre les ennemis. Grinder fonctionne comme un outil polyvalent qui permet au joueur de percer le terrain, révélant des zones cachées et des raccourcis. Pepper a la capacité de se propulser dans les airs à l'aide de Grinder, créant ainsi des figures aériennes uniques. Pour résoudre les énigmes, évoluer sur le terrain et combattre divers ennemis, Pepper doit changer les forets de Grinder pour surmonter efficacement les différents défis auxquels ils sont confrontés. Le jeu propose une combinaison de plates-formes, de combat et de résolution d'énigmes, en mettant l'accent sur l'exploration et la découverte. Le jeu encourage le joueur à expérimenter les capacités de Grinder afin de découvrir des secrets et de progresser dans les niveaux.

## Développement
Pepper Grinder est développé par Ahr Ech, un développeur de jeux vidéo indépendant basé dans l'Oregon, aux États-Unis. Le jeu s'inspire du jeu de plates-formes arcade de Namco, Dig Dug, combiné au mouvement des personnages d'Ecco the Dolphin de Sega. Les graphismes 2D sont élaborées en pixel art. La première bande-annonce de Pepper Grinder est sortie le 11 juin 2017 sur la chaîne YouTube d'Ahr Ech. Le jeu annonce sa collaboration avec l'éditeur Devolver Digital lors du Nintendo Indie World Showcase de novembre 2022, initialement prévu pour une sortie en 2023,. Cependant, en août 2023, Devolver annonce que le jeu est reporté à une date inconnue pour 2024,. En février 2024, une démo est présentée à l'occasion de la conférence Steam Neo Fest. Le même mois, la date du jeu est déterminée pour le 28 mars 2024.

## Accueil

### Réception critique
Pepper Grinder a reçu des avis « généralement favorables » de la part des critiques, selon l'agrégateur de critiques Metacritic,.

### Distinctions
En 2017, Pepper Grinder remporte le prix du « meilleur jeu de plates-formes » à l'Intel Level Up (en).

### Traduction
- (en) Cet article est partiellement ou en totalité issu de l’article de Wikipédia en anglais intitulé « Pepper Grinder » (voir la liste des auteurs).